# Bureau Nationale Veiligheid (Nederland)

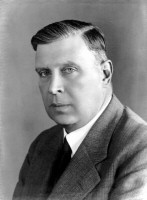
Louis Einthoven, hoofd van het Bureau Nationale Veiligheid

Het Bureau Nationale Veiligheid (BNV) was een Nederlandse veiligheidsdienst die in 1945 werd opgericht en in 1946 werd opgevolgd door de Centrale Veiligheidsdienst, die in 1949 werd omgevormd tot de Binnenlandse Veiligheidsdienst (BVD).

## Oprichting en taakstelling
Het Bureau Nationale Veiligheid werd op 29 mei 1945 opgericht door de Chef Staf van het Militair Gezag, generaal-majoor H.J. Kruls. Doelstelling was het waarborgen van de veiligheid van de staat en het daarover contact onderhouden met de geallieerden. Toen per 4 maart 1946 het Militair Gezag werd opgeheven kwam het BNV onder verantwoordelijkheid van het ministerie van Algemene Oorlogvoering.
Het BNV was in eerste instantie bedoeld om de restanten van Duitse veiligheids- en inlichtingendiensten en hun eventuele stay-behindnetwerken op te rollen. Daarnaast hielp het bureau bij de zuivering van de politie en van bestuursorganen en hield het Indonesische activisten in de gaten. Ook onderzocht het BNV de activiteiten van Reinder Zwolsman en andere collaborateurs. Achterliggende bedoeling was voorkomen dat de vrijheid die Nederland kwijtgeraakt was tijdens de Duitse bezetting opnieuw verloren zou gaan. Veel medewerkers van het BNV waren afkomstig uit het verzet, met name uit de Groep Albrecht, en voor hen was dit werk in zekere zin een voortzetting van wat zij in de oorlog reeds gedaan hadden.

## Organisatie
Bij de oprichting van het BNV was Commandant van de Binnenlandse Strijdkrachten (BS) Henri Koot gevraagd het bureau te leiden. Toen deze het aanbod afwees, werd voormalig hoofdcommissaris van de Rotterdamse gemeentepolitie Louis Einthoven aangesteld, ondanks verdenkingen van collaboratie wegens zijn lidmaatschap van de Nederlandsche Unie. Aanvankelijk zetelde het BNV in het voormalige Grand Hotel in Scheveningen, maar omdat daar geen verwarming meer was werden de medewerkers in acht panden elders in Scheveningen ondergebracht. Op 20 november 1945 telde het BNV 349 medewerkers.
Het Bureau Nationale Veiligheid bestond uit de volgende bureaus:
- Bureau A: Algemene zaken (huisvesting e.d.)
- Bureau B: Extremismebestrijding (voortzetting van het "Bureau Crabbendam")
- Bureau C: Contraspionage en militaire veiligheid (ook bekend als "Bureau Engelberts" en geleid door Leen Pot)
- Bureau D: Paspoorten

Daarnaast waren er nog de volgende onderdelen:
- Kabinet van het hoofd van het BNV
- Dienst Officieren Toegevoegd (DOT voor antecedentenonderzoek van nieuwe medewerkers)
- Missie in het buitenland
- Bureau Brussel
- Bureau Parijs
- Verbindingsofficieren

## Interne conflicten

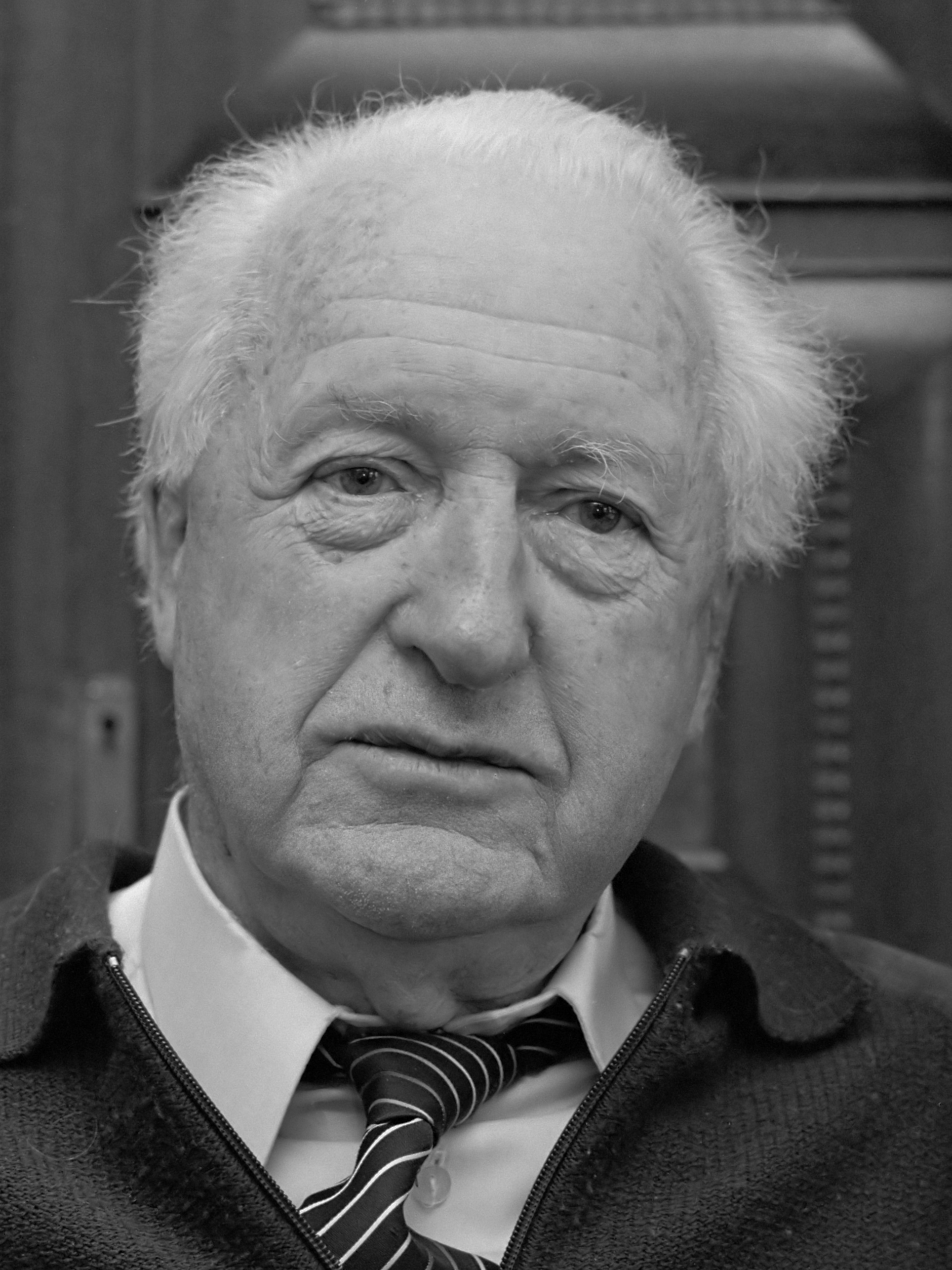
Wim Sanders in 1986

In opdracht van premier Gerbrandy en minister van Oorlog De Quay nam het BNV de leden van vroegere verzetsgroepen in dienst om zo van hun informatie over oorlogsmisdadigers en landverraders te kunnen profiteren. In november 1945 had het BNV hierdoor 1356 mensen in dienst, een veel te groot aantal om na te gaan of zij wel betrouwbaar genoeg waren. Dit leidde tot "wild west"-toestanden waarbij oud-verzetslieden zich soms nog dingen meenden te kunnen permitteren die zij tijdens de oorlog gewend waren.
Op deze manier was ook de Dienst Politieke Misdrijven van Wim Sanders in het BNV opgenomen (als Bureau D). Die hield zich bezig met het opsporen van collaborateurs en oorlogsmisdadigers. Hierdoor kwam Sanders onder de leiding van Einthoven te werken, wat tot een hevige machtsstrijd leidde. Ten behoeve van het ministerie van Justitie, dat de veiligheidstaak wilde overnemen, maakte Sanders heimelijk kopieën van honderden BNV-dossiers. Hiervoor liet Einthoven hem op 2 september 1946 arresteren, maar al werd hij snel weer vrij gelaten. Sanders kon hierdoor niet meer naar het BNV  terugkeren.

## Opheffing
Naar aanleiding van de affaire Sanders en klachten over misstanden binnen het BNV stelde premier Beel de Commissie Wijnvelt in, die op 12 mei 1948 een 191-pagina's tellend rapport uitbracht. Daarin werd onder meer geconcludeerd dat Einthoven beleidsfouten had gemaakt, maar omdat de opzet van het BNV al bij voorbaat niet goed doordacht was, kon hij aanblijven als hoofd, om vervolgens het hoofd van de CVD en de BVD te worden.
In januari 1946 had de regering al besloten om het BNV per 31 december van dat jaar op te heffen, aangezien er van Duitse sabotage-activiteiten geen sprake meer bleek te zijn. Voor de toekomstige taken op het gebied van de binnenlandse veiligheid was ondertussen in april 1946 de Centrale Veiligheidsdienst (CVD) opgericht. Die werd in 1949 omgedoopt tot Binnenlandse Veiligheidsdienst (BVD).

## Bekende oud-medewerkers
- Willem Leonard Brugsma
- Hans Teengs Gerritsen
- Hannie van Leeuwen (vertaalster)
- Poncke Princen